# 呂利耶定理
球面三角學中，球面三角形的邊長與面積的關係由呂利耶定理給出。這是海倫公式向非歐幾何的推廣。

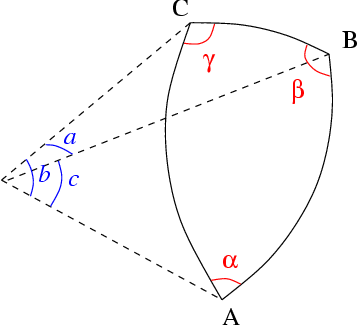
球面三角形

在半徑為{\displaystyle R}的球面上的球面三角形{\displaystyle \triangle ABC}，其三邊{\displaystyle BC,CA,AB}的邊長（以三邊與球心所成角度表示）為{\displaystyle a,b,c}，半周長為{\displaystyle p={1 \over 2}(a+b+c)}。呂利耶定理給出它在球面上的面積：
{\displaystyle S=4R^{2}\arctan \left({\sqrt {\tan {p \over 2}\tan {\frac {p-a}{2}}\tan {\frac {p-b}{2}}\tan {\frac {p-c}{2}}}}\right)}。
當球面曲率足夠小，球面近似於平面，從以上公式可得出海倫公式為其極限情形。事實上，當{\displaystyle R}比{\displaystyle AB,BC,CA}大的多，使得{\displaystyle a,b,c<\!\!<1}，可作近似估算
{\displaystyle \tan x\approx \arctan x\approx x}，
代入上式便得出海倫公式。